# 南昌行营旧址
28°40′47″N 115°53′32″E / 28.67972°N 115.89222°E

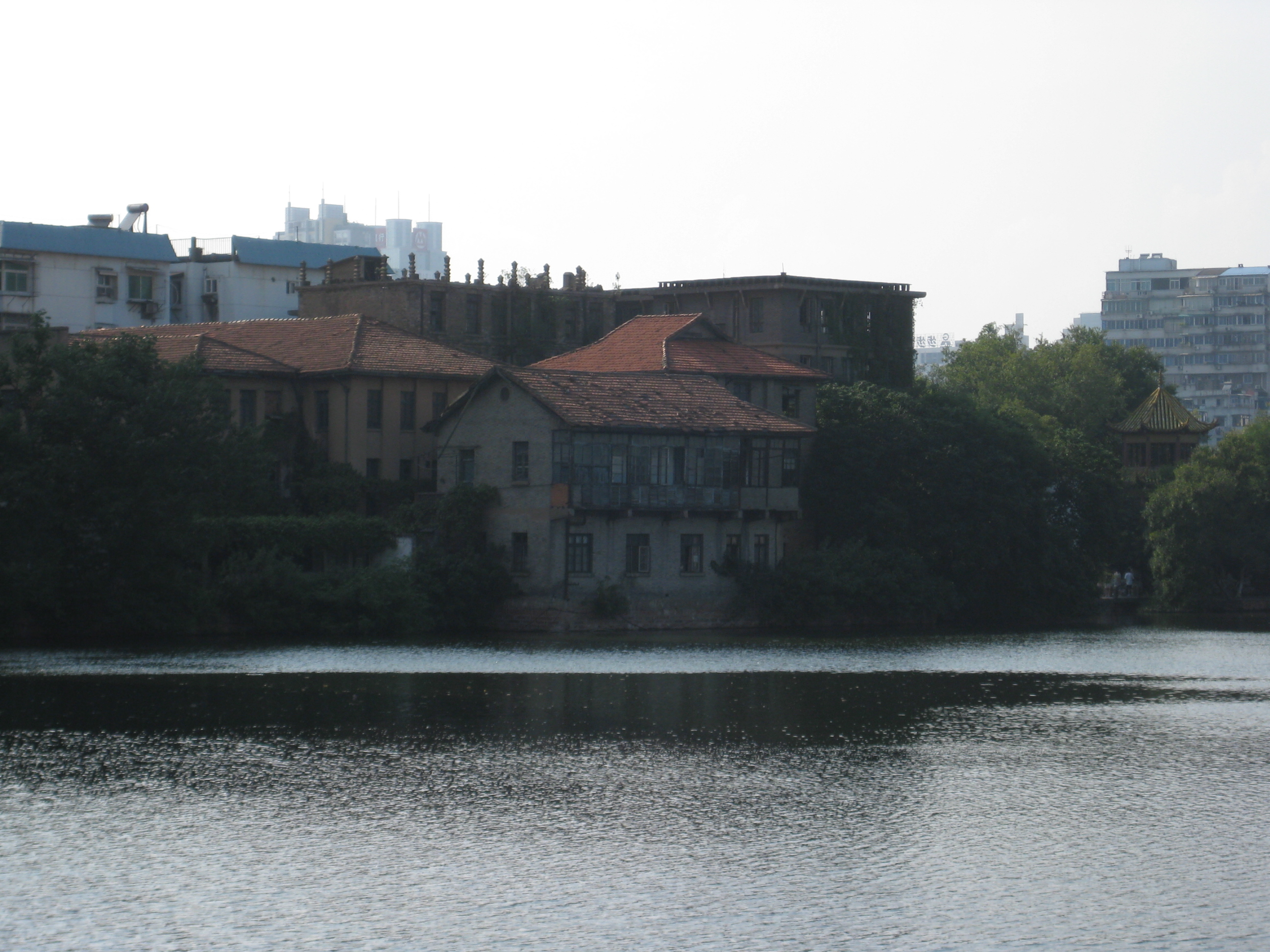

南昌行营旧址是一座位于江西省南昌市中山路71号的五层欧式建筑，地处东湖百花洲之中。1928年10月建成时为江西省立图书馆馆舍，以1933年至1935年间为国民政府军事委员会委员长南昌行营驻地知名。江西省立图书馆时期为民国时期南昌三大建筑之一。
南昌行营被撤销后，江西省立图书馆搬回此处。抗日战争期间，前楼三层建筑被日军炸毁，于1946年修复，一说在1947年按原样重建前楼。1995年，江西省图书馆搬至南昌市洪都北大道。此幢建筑闲置，后成危房。2006年12月，江西省人民政府以“江西省立图书馆旧址”之名列为第五批江西省文物保护单位。2013年，列入涉台文物。2014年8月，江西省图书馆馆长周建文称在2015年启动修缮工作，按原貌进行修复，完成后在此设立江西省典籍博物馆，但2015年12月的报道称，修缮并未进行。
2017年1月和3月的报道称修缮工作已经开始，相关报道图片显示，建筑的上半部正在被拆除。是否是“按原貌修复”之故，不详。